# Sneg
Sneg è un singolo del cantautore russo Nikolaj Noskov, pubblicato nel 1999 come secondo estratto dal secondo album in studio Paranoja.